# The Song They Sang... When Rome Fell
The Song They Sang... When Rome Fell è l'album d'esordio della cantautrice Anaïs Mitchell. È stato scritto durante il soggiorno ad Austin, Texas durato 6 mesi ed è stato registrato nel corso di un solo pomeriggio. Tutte le tracce del disco riportano Mitchell che suona la chitarra acustica e canta.

## Tracce
1. The Calling
2. Parking Lot Nudie Bar
3. Make It Up
4. Hymn For The Exiled
5. Work Makes Free
6. Deliberately
7. The Routine
8. Orleanna
9. The Song They Sang When Rome Fell
10. Hold This
11. Go Fuck Yourself [1]